# ST8:USA300
ST8:USA300 ist ein methicillinresistenter Staphylococcus aureus (MRSA) Typus. Er ist antibiotikaresistent, ansteckend und führt zu schnell fortschreitender, tödlicher Erkrankung mit nekrotischer Lungenentzündung, schwerer Sepsis und nekrotisierender Fasziitis.
Die Epidemiologie der Infektionen durch MRSA hat sich stark gewandelt: MRSA sind in den vergangenen zehn Jahren in die Gesellschaft eingedrungen. Die zwei MRSA-Klone USA400 und 300 treten seither in den Vereinigten Staaten und in Westeuropa auf, enthalten meist Panton-Valentine-Leukozidin (PVL-MRSA) und beginnen häufig als Haut- und Weichteilinfektionen. Ausbrüche sogenannter community-associated infections (CA)-MRSA fanden sich in Gefängnissen, Sportmannschaften, unter Rekruten, in Geburtskliniken, Altenheimen und unter aktiven homosexuellen Männern. Sie finden sich heute epidemisch in vielen urbanen Gebieten und sind für die meisten MRSA-Infektionen verantwortlich. Die höchste Prävalen trat dabei im Castro District in San Francisco auf. Weitere Orte mit hohem Auftreten sind Boston und New York City.